# Rätoromanische Literatur
Die rätoromanische Literatur ist die in rätoromanischer Sprache verfasste Literatur der Schweiz. Im Unterschied zu den deutsch-, französisch- und italienischsprachigen Schweizern verfügen die rätoromanisch Sprechenden über kein sprachliches Hinterland, von dem sie hätten profitieren können. Ausserdem verhinderten die sprachgeographische und konfessionelle Zersplitterung und das Autonomiebewusstsein der Bündner Talschaften über lange Zeit die Bildung eines politisch-kulturellen Zentrums, das eine einheitliche Schriftsprache hätte ausbilden können.
Die in sprachlicher Hinsicht mit dem Rätoromanischen verwandte friulanische Literatur in Udine entwickelte sich hingegen unter anderen Vorzeichen, da ihre Sprache im 14. und 15. Jahrhundert schon einmal als schriftlich fixierte Geschäftssprache verwendet wurde. Sie wird daher wie die ladinische Literatur Norditaliens in eigenen Artikeln behandelt, sodass im Folgenden nur die Literatur der rätoromanisch Sprechenden in der Schweiz behandelt wird.

## Geschichte

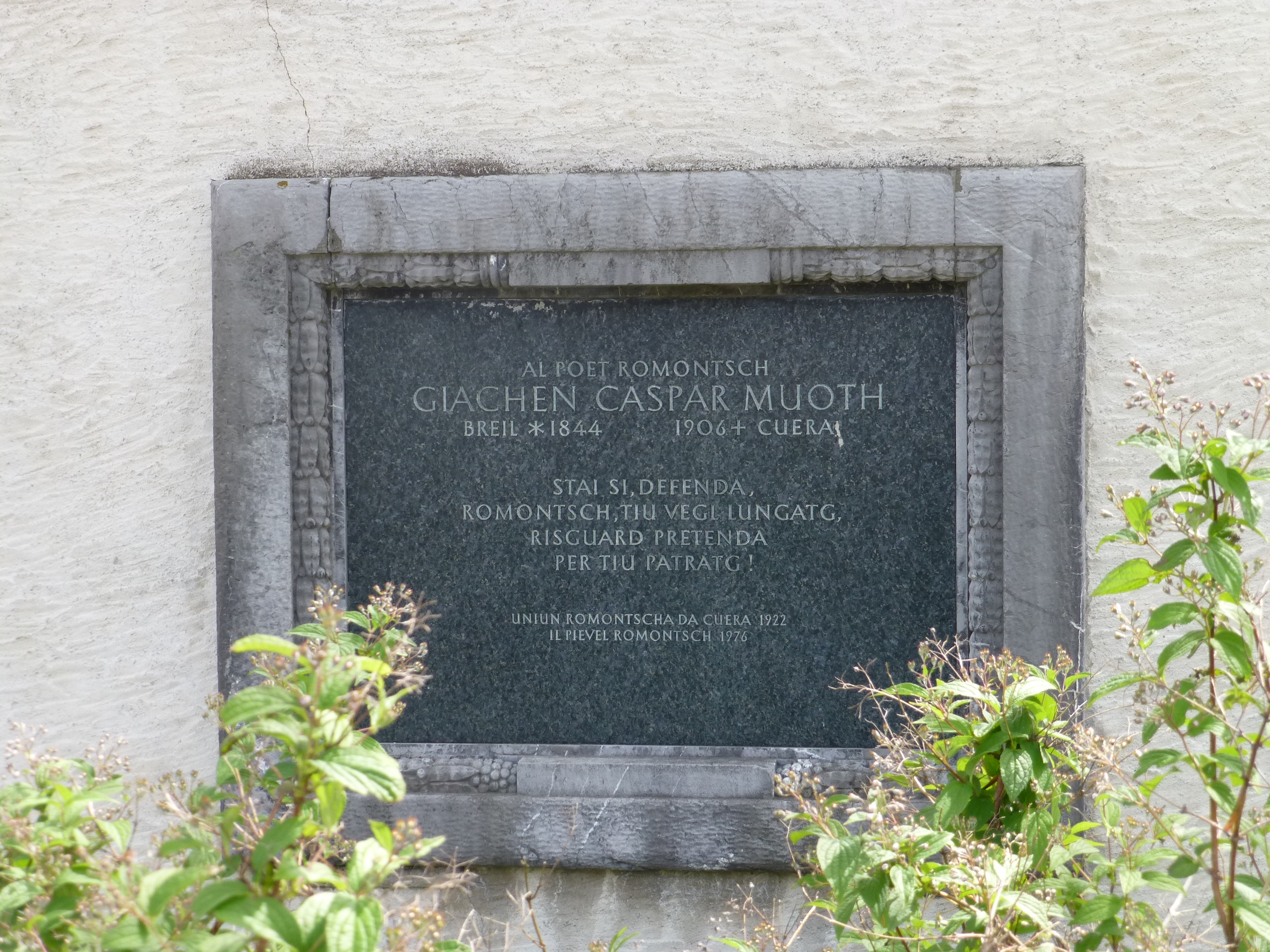
Giachen Casper Muoth (Gedenktafel)

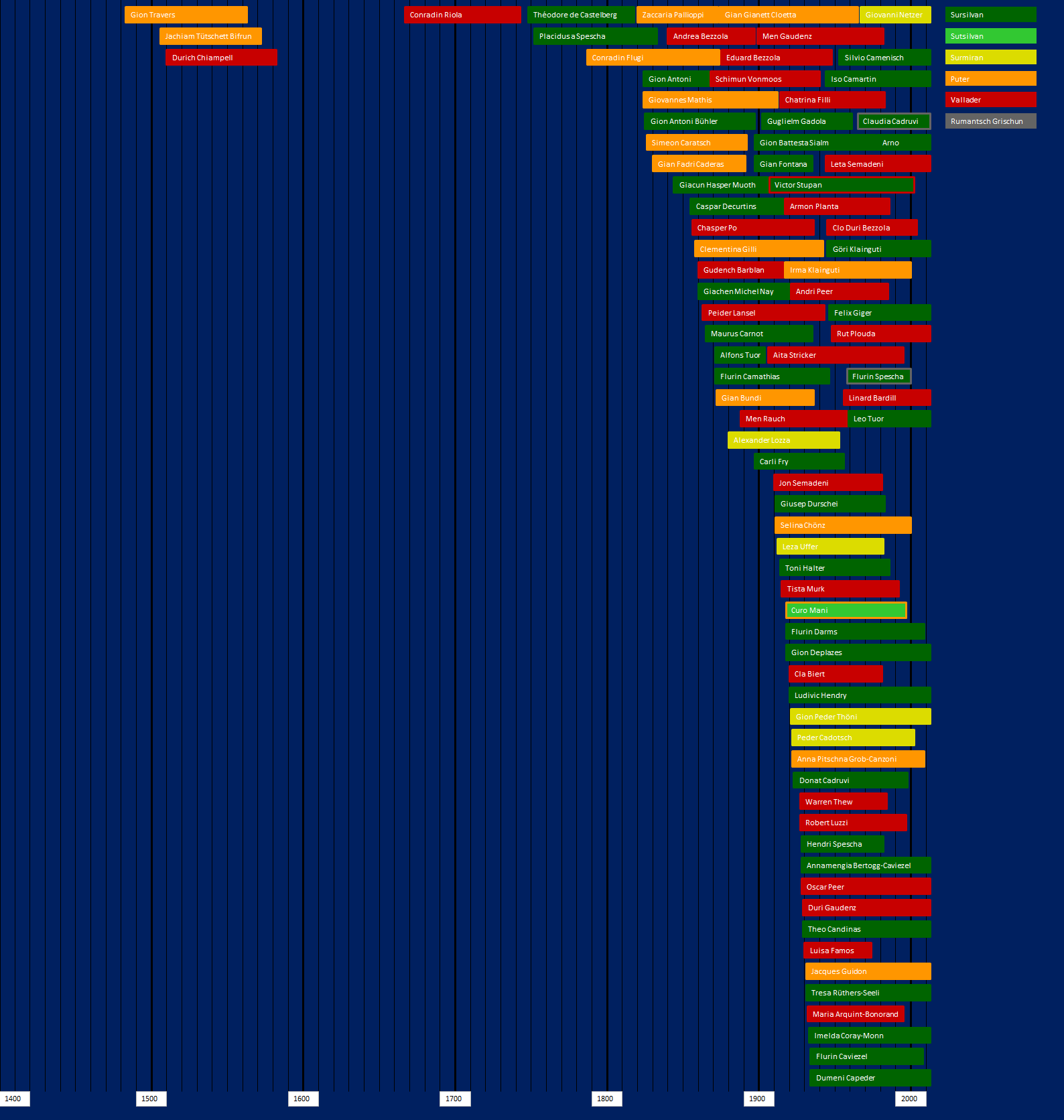
Übersicht über die Autoren nach Lebensdaten und Idiomen, inkl. Rumantsch Grischun. Autoren, die in zwei romanischen Varianten publizieren oder publizierten, sind mit zwei Farben gekennzeichnet. Deutsch, Italienisch und Latein als potenzielle weitere Publikationssprachen sind hier nicht dargestellt. Das literarische Schaffen wurde in den ersten Jahrhunderten stark durch das Engadin geprägt. Insgesamt über die ganze Zeit machen Autoren in Vallader und Sursilvan je 3/8 aus, während das restliche Viertel auf die übrigen Idiome inkl. Rumantsch Grischun entfällt.

Zur rätoromanischen mündlichen Überlieferung gehören Sagen, Märchen, Lieder und Legenden wie «La canzun da Santa Margriata» (Das Lied von der heiligen Margaretha) oder das Lied der drei Fremden mit drei roten Mützen («Trais compagns con trais barettas cotschnas»), die nach Santiago de Compostela pilgerten. Als frühestes Beispiel einer schriftlichen Überlieferung gilt die rätoromanische Interlinearversion einer lateinischen Predigt des heiligen Pirmin aus dem späten 11. Jahrhundert (Codex 199 von Einsiedeln). Ein bedeutender Sammler und Herausgeber rätoromanischer Märchen war Leza Uffer (1912–1982). 
Den Beginn einer rätoromanischen Literatur markiert das 1527 entstandene politische Lied «Chanzun da la guerra dalg Chiastè d’Müs» (Lied vom Müsserkrieg) des Zuozer Humanisten Gian Travers (1483/84–1563), das als Zeugnis oraler Literatur des Oberengadin nur in späteren Abschriften überliefert ist. Den eigentlichen Grundstein für die rätoromanische Literatur bildete Jachiam Tütschett Bifruns «L’g Nuof Sainc Testamaint» (1560). Diese Übersetzung des Neuen Testaments im oberengadinischen Idiom (Putèr) ist der erste erhaltene gedruckte Text der rätoromanischen Literatur. Etwas später vollzog sich der Übergang zur Schriftsprache auch in den anderen Idiomen, so im Unterengadinischen durch Durich Chiampels Psalmenbuch «Vn cudesch da Psalms» (1562) und im Surselvischen (Oberländischen) durch Stefan Gabriels Erbauungsbuch «Igl vêr sulaz da pievel giuvan» («Die wahre Freude des jungen Volkes», 1611).
Bis etwa 1750 beschränkte sich die literarische Produktion auf religiöse Texte und theologische Texte, Theaterstücke, Passions- und Fastnachtspiele. Die heftigen interkonfessionellen Auseinandersetzungen trugen zu deren Verbreitung bei, wobei sich unterschiedliche Orthographien im katholischen und protestantischen Raum entwickelten. In diese Phase fallen die Schriften von Conradin Riola (Vater und Sohn).
Die Aufklärung förderte ab 1750 die Entstehung politischer und didaktischer Texte. Seit Mitte des 19. Jahrhunderts trugen auch Presse und Schulbücher zur Belebung der rätoromanischen Sprache bei. Die literarische Produktion stammte zunächst weitgehend von in Italien lebenden Auswanderern (sog. Emigrantenlyrik). Sie wurde geprägt von Autoren wie Conradin Flugi von Aspermont (1787–1874), Gian Fadri Caderas (1830–1891) und Simeon Caratsch für die Lyrik sowie Giovannes Mathis und Johannes Barandun für die Prosa. Seit 1843 übernahm die Kantonalverwaltung die Schulen und bemühte sich – zunächst erfolglos – um die Standardisierung der Schriftsprache.
1885 wurde vom Kantonsschullehrer Gion Antoni Bühler (1825–1897) die Societad Retorumantscha gegründet, die in ihrem seit 1886 herausgegebenen Jahrbuch Annalas neue Literatur und Artikel zur rätoromanischen Kultur publizierte. Caspar Decurtins sammelte die bis dahin nur mündlich weitergegebenen Märchen, Sagen, Volkslieder und Volksschauspiele. Seine «Rätoromanische Chrestomathie» (1888–1912) ist die bis heute wichtigste Textsammlung für die rätoromanische Literaturwissenschaft. In dieser Periode wurde die Literatur – ausgehend von der Surselva – zu einem wichtigen Instrument der Verteidigung rätoromanischer bäuerlicher Identität, vor allem in der Konfrontation mit italienischen Irredentisten. Hierfür stehen Surselver Autoren wie der Historiker und Balladendichter Giacun Hasper Muoth (auch Giachen Casper Muoth, 1844–1906), Gian Fontana (1897–1935), Gion Antoni Huonder (1824–1867), Hans Erni (1867–1963) oder der Unterengadiner Lyriker und Erzähler Peider Lansel (1863–1943), der ebenfalls Zeugnisse der Volkskultur sammelte und in Anthologien herausgab.
Bis weit ins 20. Jahrhundert blieb die Literaturproduktion volksliterarischen Traditionen verhaftet und nutzte regionale Dialekte. 1919 wurde eine Dachvereinigung der lokalen Sprachvereinigungen, die «Lia Rumantscha», gegründet. Doch erst mit der Verbreitung von Radio und Fernsehen setzte eine regionenübergreifende Sprachentwicklung ein. Über 90 % der bis 2012 erschienenen rund 50 rätoromischen Romane stammen aus der Zeit nach 1950. Traditionelle Formen wie Märchen, Sagen und Parabeln wurden für Kritik an den bestehenden Zuständen eingesetzt. Neue Genres wie Hörspiel, Jugendbuch, literarische Chronik und literarisches Tagebuch fanden Eingang ins Werk der Sursilvaner Leonard Caduff, Vic Hendry (Ludivic Hendry, Pseudonym: Martin Busch), Theo Candinas (* 1929) und des Ladiners Andri Peer. Theaterstücke und Hörspiele verfasste Jon Semadeni auf Vallader.
Als Meilenstein der Dokumentation der rätoromanischen Literatur gilt das Buch «Litteratura dals Rumauntschs e Ladins» (1979) des Zürcher Romanistik-Professors Reto R. Bezzola.

## Gegenwart
Die Einführung einer einheitlichen Amtssprache, des Rumantsch Grischun für die Rätoromanen in Graubünden seit 2001, die den Schulunterricht in den fünf verschiedenen Dialekten ersetzen soll (die sogenannte „sechste vierte Landessprache“) stieß vielfach auf lokalen Widerstand; sie ermöglicht es aber Autoren, sich an ganz Romanischbünden zu wenden, ohne die Texte in allen fünf Idiomen drucken oder sich des Deutschen als Gemeinsprache bedienen zu müssen. Es hat sich gezeigt, dass das Romantsch Grischun auch ohne Schulunterricht leicht erlernt wird und tatsächlich als Dachsprache funktionieren kann, ohne die lokalen Idiome zu ersetzen; dennoch publizieren die meisten Autoren nach wie vor in den fünf Dialekten Rumantsch vallader, sursilvan, sutsilvan, surmiran oder puter. Die seit fast 40 Jahren erscheinende Zeitschrift Litteratura der Uniun litteratura rumantscha hat einiges zur Verbreitung des Rumantsch Grischun beigetragen.

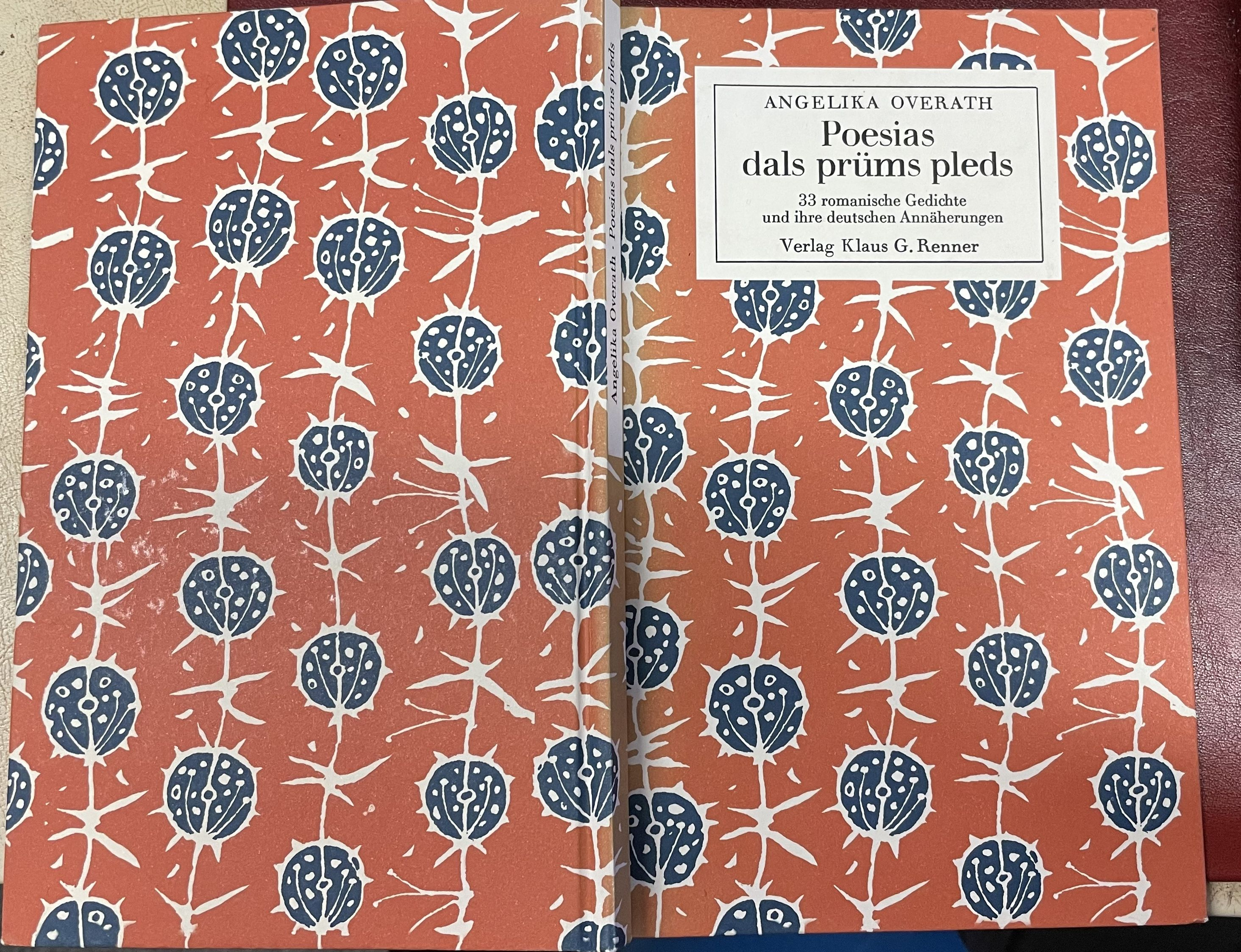
Umschlag der Erstausgabe von Angelika Overath: Poesias dals prüms pleds. 33 romanische Gedichte und ihre Annäherungen. Verlag Klaus G. Renner 2014

Bedeutende Namen der gegenwärtigen rätoromanischen Literatur sind der sursilvanische Philologe, Erzähler und Lyriker Arnold Spescha (* 1941), die Unterengadiner Autorin Rut Plouda-Stecher (* 1948), Flurin Spescha (1958–2000), der 1993 den ersten Roman in Rumantsch Grischun schrieb, der Sursilvaner Leo Tuor (* 1959), dessen Werke in deutscher Übersetzung in der Schweiz Kultstatus erreichten, und die Schriftstellerin und Journalistin Angelika Overath (* 1957), die zweisprachige Lyrikbände mit rumantsch-deutschen Gedichten veröffentlicht.